# عمارة المعلومات

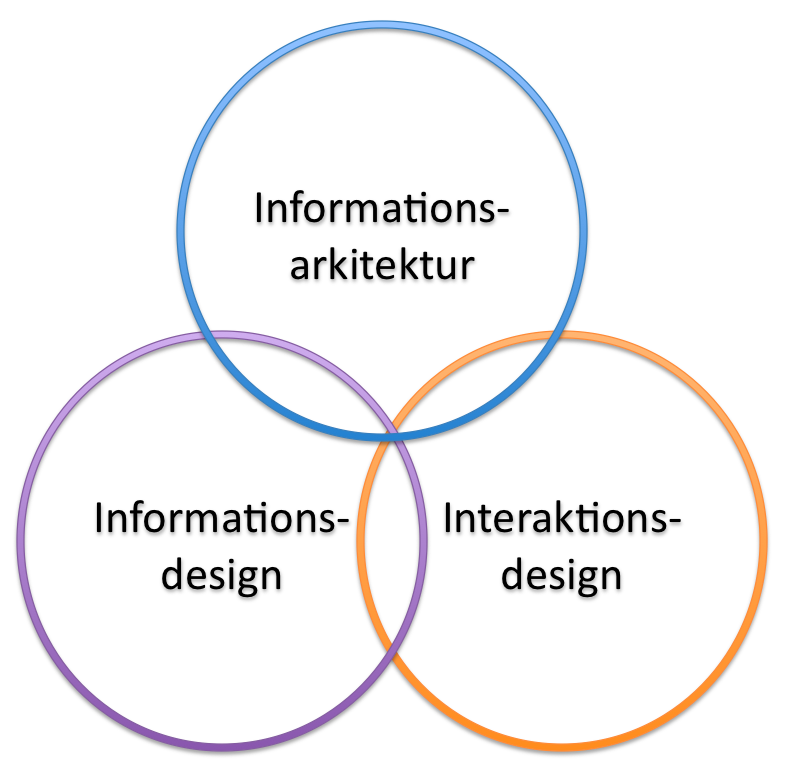

هندسة المعلومات أو عمارة المعلومات هي فن التعبير عن نموذج أو مفهوم للمعلومات المستخدمة في الأنشطة التي تتطلب تفاصيل واضحة للأنظمة المعقدة. ومن بين هذه الأنشطة نظم مكتبة، ونظم إدارة المحتوى، وتطوير الويب، وتفاعلات المستخدم وتطوير قاعدة البيانات ونظم برمجة والكتابة التقنية وهندسة المشاريع، وتصميم برمجيات النظام الحاسم. ولهندسة المعلومات معانٍ مختلفة إلى حد ما في الفروع المختلفة لهندسة نظم المعلومات أو هندسة تقنية المعلومات. وتشترك معظم التعريفات بسمات منها: تصميم هيكلي للبيئات المشتركة، وسائل تنظيم وتسمية موقع ويب والانترنت ومجتمعات الإنترنت، وطرق جلب مبادئ التصميم والهندسة إلى العالم الرقمي.
تاريخياً، ينسب مصطلح «هندسة المعلومات» إلى ريتشارد سول ڨورمان، الذي يقول «إن فن الهندسة مستخدم في كلمات تخطيط السياسة الخارجية. واقصد التخطيط كما هو موجود في تكوين مبادئ منظمة ومرتبة ومهيكلة لإنجاح شيء ما— الصناعة المدروسة للحرفة أو الفكرة أو السياسة التي تقدم معلوما لأنها واضحة».
ويرى باحثون آخرون أنه إن كان من الممكن النظر إلى هندسة المعلومات بوصفها مجالاً Discipline فإنها تعد مجالاً موضوعياً ناشـئاً، يفتقر إلى حدود موضوعية واضحة المعالم، وبالاطلاع على الإنتاج الفكري الذي يستخدم هذا المصطلح سـنجد نطاقاً عريضاً من الموضوعات المتداخلة، بعض هذه الموضوعات على علاقة وثيقة ببعضها البعض، وبعضها الأخر يعد موضوعات متباعدة أو مستقلة، لكنها تخدم جميعاً هذا التخصص المستحدث.

## التعريفات
هندسة المعلومات هي مجموعة من المهارات المتخصصة التي تفسر المعلومات وتعبر عن الاختلافات والفوارق بين الإشارات ونظم الإشارات. وهي ترجع، بدرجة ما، إلى علم المكتبات والمعلومات ويقوم العديد من أقسام علم المكتبات والمعلومات بتدريس هندسة المعلومات.
هندسة المعلومات هي تصنيف المعلومات إل هيكل مترابط، وهو الهيكل المفضل الذي يمكن للأشخاص فهمه بسرعة، إن لم يكن بالضرورة. وعادة ما يكون هرمي تنظيم هرمي، إلا أنه يمكن أن يكون له هياكل أخرى، مثل الهيكل المتحد المركز أو المشوش.
وفي سياق تصميم نظم المعلومات، تُعنى هندسة المعلومات بتحليل وتصميم البيانات المخزنة عن طريق نظم المعلومات، مركزة على الكيانات وسماتها وعلاقاتها البينية. فتشير إلى نمذجة البيانات لاستخدامها في قاعدة بيانات فردية ونماذج البيانات المشتركة التي يستخدمها مشروع من اجل تنسيق تعريف البيانات في قواعد بيانات متميزة عديدة (ربما درجات أو مئات) لمشروع ما. أي أنها تشير أيضاً إلى تعريف مخازن البيانات.
يقدم لنا  «دليل أسلوب محتوى العنكبوتية»  The Web Content Style Guide لنا أشمل تعريفات لهندسة المعلومات في سياق تطوير مواقع الويب. فهو يري أن هندسة المعلومات كمجال يهتم وبشكل أساس بعمليات تنظيم المعلومات Information Organization، وتخطيط محتوى صفحات الموقع Page Content Layout، وبعبارة أكثر تحديداً وتفصيلاً في الوقت نفسه، فإن التصميم الوظيفي للمحتوى يشير إلى العمليات المتصلة بتنظيم المعلومات وبإنشاء وتطوير: ما وراء البيانات Metadata، والتصنيف Classification، والمــلاحة Navigation، والبحث Searching، وتخطيط محتوى الصفحات Content Layout.

### تعريف معهد هندسة المعلومات
يعرف معهد هندسة المعلومات هندسة المعلومات على أنها:
1. التصميم الهيكلي لبيئات المعلومات المشتركة.
2. فن وعلم تنظيم وتسمية مواقع الويب والانترانت، ومجتمعات الإنترنت، وبرامج لدعم سهولة البحث وسهولة الاستخدام.[5][6]
3. مجتمع ممارسة ناشئ يركز على جلب مبادئ التصميم وهندسة التخطيط إلي العالم الرقمي.[7]